# Ґалло

Ґалло на мапі діалектів Франції

Ґалло — брито-романський варіант французької мови, що використовується у східній частині Бретані.
На відміну від кельтської бретонської мови, ґалло належить до романських мов. Однак триває наукова дискусія про статус ґалло як діалекту французької мови. Його відносять до групи діалектів мови ойль, виокремлення сягає початку 2-го тисячоліття. Припускають виникнення назви за позначенням, бретонськими переселенцями романізованих галлів Бретані (напр. gallaoued — «французи» бретонською).
Починаючи з 70 років XX ст. посилюється рух за мову ґалло, визнання та використання її у вжитку. У вищій школі ведеться підготовка вчителів та спеціалістів з мови ґалло та видається диплом державного зразка фр. Certificat d’Aptitude à l’Enseignement du Gallo. У коледжах також є можливість обрати ґалло як предмет навчання.
Ґалло як мова майже вийшла з вжитку, однак унаслідок підтримки громадськості й держави не зовсім зникла.

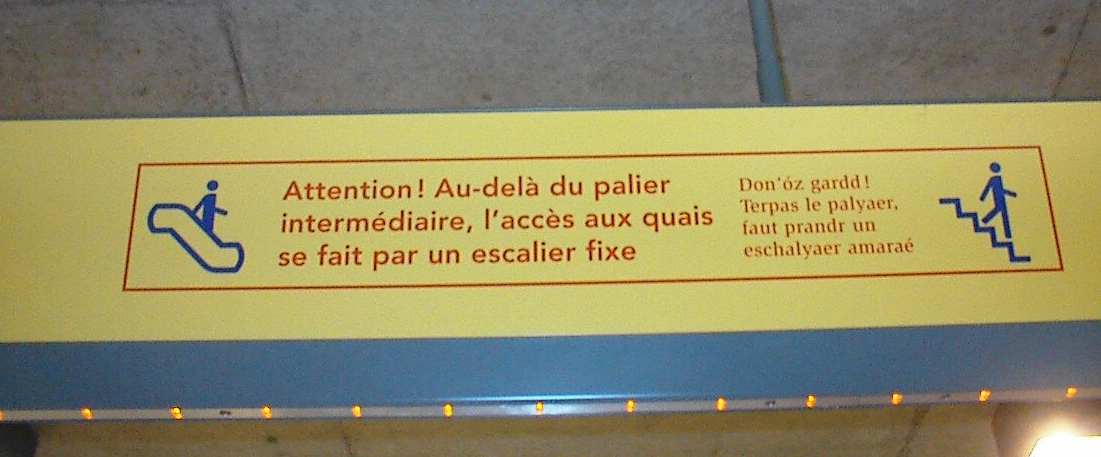
Двомовний надпис у метро Ренна

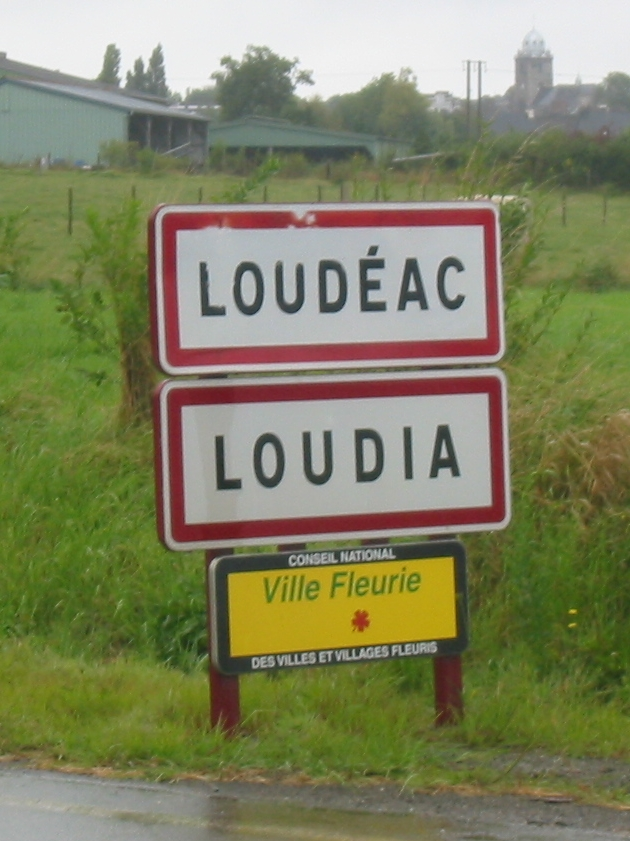
Дорожній знак французькою/ґалло Loudéac/Loudia

## Словники ґалло
- Le Petit Matao, dictionnaire gallo-français 25000 entrées, dictionnaire français-gallo 20000 entrées, Régis Auffray, éditions Rue des Scribes, Rennes, 2007
- Motier de pouchette, dictionnaire gallo-français 16000 entrées, dictionnaire français-gallo 14000 entrées, Patrik Deriano alias Patrice Dréano, éditions Label LN, Ploudalmézeau, 2010
- Dictionnaire gallo-français, français-gallo, Dictionnaire gallo-français 5000 entrées, dictionnaire français-gallo 5000 entrées, Robert Deguillaume, 1998
- Motier de gallo, dictionnaire gallo-français 3000 entrées, dictionnaire français-gallo 3000 entrées, Bertrand Aubrée alias Bertran Ôbrée, Bertaeyn Galeizz alias Brtégne Galése, Le Verger, 1995
- Dictionnaire de gallo, 1000 entrées, Claude Bourel, éditions Rue des Scribes, Rennes, 2004
- Pays mitaw, pays breton, Histoire, linguistique et toponymie d'un pays breton entre Loire et Vilaine, de Yann Mikael et Ujeen Cogrelparu chez Pihern, 2010, 250 pages dont 160 pages de vocabulaire, comparaisons nombreuses avec la langue bretonne.

## Граматики ґалло
- Grammaire du gallo, Patrik Deriano alias Patrice Dréano, éditions Label LN, Ploudalmézeau, 2005, 457 pages
- Traité de langue gallèse, Robert Deguillaume et collaborateurs, Saint-Cast-le-Guildo, 1993, 51 pages